# Katie Leung
Katie Liu Leung (født 8. august 1987) er en skotsk skuespiller. Hun er bedst kendt for at spille rollen som Cho Chang i filmen Harry Potter og Flammernes Pokal fra 2005.
Hun bor i øjeblikket i Motherwell, sammen med sin far Peter Leung, sine brødre og en yngre søster. Leung blev udvalgt blandt mere end 3.000 håbefulde piger til prøvespillingene for rollen som "Cho Chang". Den eneste antagelse som forfatteren til Harry Potter-bøgerne J.K. Rowling havde bedt om var, at den person som spillede rollen skulle være en skuespiller som ikke var særlig kendt i forvejen.  
Derudover medvirkede hun også i Harry Potter og Fønixordenen i 2007, og Harry Potter og Halvblodsprinsen i 2009.

## Filmografi
| År        | Film                                   | Rolle            | Bemærkninger |
| --------- | -------------------------------------- | ---------------- | ------------ |
| 2005      | Harry Potter og Flammernes Pokal       | Cho Chang        | Film         |
| 2007      | Harry Potter og Fønixordenen           | Cho Chang        | Film         |
| 2008      | Agatha Christie's Poirot               | Hsui Tai         | En episode   |
| 2009      | Harry Potter og Halvblodsprinsen       | Cho Chang        | Film         |
| 2010      | Harry Potter og Dødsregalierne - del 1 | Cho Chang        | Film         |
| 2011      | Harry Potter og Dødsregalierne - del 2 | Cho Chang        | Film         |
| 2021-2024 | Arcane                                 | Caitlyn Kiramman | Serie        |